# Aubigné (Ille-et-Vilaine)
Aubigné è un comune francese di 406 abitanti situato nel dipartimento dell'Ille-et-Vilaine nella regione della Bretagna.

## Società

### Evoluzione demografica
Abitanti censiti